# Tanya Christiansen
Tanya Julie Christiansen () é uma matemática estadunidense, que trabalha na teoria da dispersão e equações diferenciais parciais. É Luther Marion Defoe Distinguished Professor of Mathematics na Universidade do Missouri.

## Formação e carreira
Christiansen se formou summa cum laude em 1989 pela Universidade Rice, com um bacharelado em matemática. Completou um Ph.D. em 1993 no Instituto de Tecnologia de Massachusetts, com a tese Scattering Theory on Compact Manifolds with Boundary, orientada por Richard Burt Melrose.
Após posições de pós-doutorado na Universidade da Pensilvânia e na Universidade Johns Hopkins, passou a integrar o corpo docente da Universidade do Missouri em 1995. Tornou-se Defoe Distinguished Professor em 2019.